# Fumonisina
Le fumonisine sono micotossine che derivano dal genere di funghi Fusarium e, in particolare, dalle specie di Fusarium moniliforme e Fusarium verticilloides. Furono scoperte nel 1988 in un campione di mais prodotto in una regione sudafricana.
Dal punto di vista strutturale, sono formate da una catena idrocarburica e sono classificate come esteri dell'acido tricarballilico; per queste due caratteristiche sono da accomunare alla sfingosina.

## Farfalle, funghi e micotossine
Nel mais il ciclo inizia con l'infestazione da parte di una farfalla, la Ostrinia nubilalis, che si ciba delle cariossidi di mais. Le feci dell'insetto costituiscono il pabulum prediletto di un'intera famiglia di funghi microscopici, che, a loro volta, rilasciano, tra i cataboliti, alcune delle molecole naturali dotate, nell'infinita gamma dei composti vegetali, anche del più virulento potere tossico.

## Storia
Nel 1970, allo scoppio di leucoencefalomalacia nei cavalli in Sud Africa fu associata la contaminazione del mais da parte del genere di funghi Fusarium verticilloides. Sempre in Sud Africa venne fatto uno studio sul possibile ruolo che poteva avere il Fusarium verticilloides nell'eziologia della carcinoma dell'esofago, un raro tumore che colpisce l'uomo: proprio in questa zona la popolazione consumava quotidianamente mais e si riscontrò che il genere di questo fungo tossico era presente nel mais consumato da persone affette da carcinoma dell'esofago.
Presto si scoprì che il F. verticilloides era la causa della leucoencefalomalacia equina e dell'edema polmonare acuto dei suini oltre che della nefrotossicità e dell'epatotossicità nei ratti. Tuttavia, la natura di questa tossina non fu individuata fino al 1984 quando si scoprirono gli effetti cancerogeni del fungo e si produsse uno stato di allarme verso il F. verticilloides.
Nel 1988, grazie al Programme on Mycotoxins and Experimental Carcinogenesis (PROMEC), furono isolati due dei tre gruppi di fumonisine: la B1 e la B2.
In seguito, gli studi hanno portato a 15 il numero di diverse fumonisine, delle quali le più importanti sono la B1, la B2 e la B3.

## Fumonisine B1
La FB1 è la fumonisina più comune e più tossica.

### Tossicocinetica
Per quanto riguarda la tossicocinetica non esistono tuttora dati riguardanti l'uomo, ma sono state fatte alcune ricerche sugli animali.
- Assorbimento: la FB1 viene assimilata per via orale tramite il cibo ingerito. Generalmente è scarsamente assorbita: meno del 6%.[1]
- Distribuzione: dopo l'assorbimento, una parte sembra essere trattenuta dal fegato e dai reni. Per quanto riguarda i ratti, che sono sottoposti a diete contenenti fumonisina per parecchie settimane, nei reni è presente una concentrazione di FB1 10 volte maggiore che nel fegato.[2]
- Escrezione: il tempo di dimezzamento della fumonisina nei ratti è: 3h15min per il materiale plasmatico; 4h07min per il fegato e 7h07min per i reni. Una piccola quantità è espulsa sotto forma di urina, ma la maggior parte è espulsa sotto forma di feci.

### Tossicodinamica
A causa della loro somiglianza strutturale, le fumonisine possono inibire un enzima del metabolismo degli sfingolipidi (N-acil-transferasi) e la ceramide sintasi trasformandosi quindi in inibitori di sfingolipidi metabolici e della biosintesi.

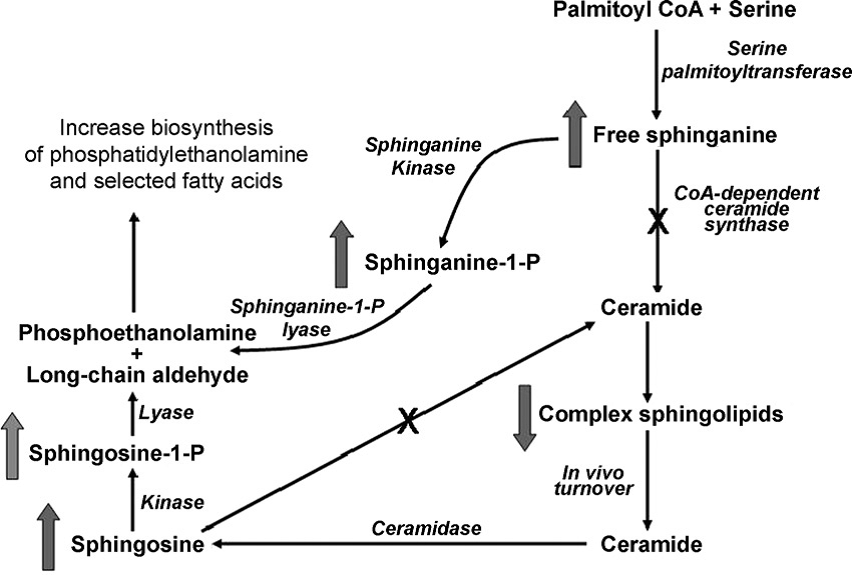
Figura 1: metabolismo degli sfingolipidi; dimostrazione dell'inibizione della ceramide sintasi (x) da parte delle fumonisine e il cambio di concentrazione degli altri composti causato da questa inibizione. (Voss et al., 2007)

La figura 1 mostra in modo schematico il processo di inibizione attivato dalle fumonisine. La fumonisina B1 inibisce l'enzima ceramide sintasi il quale acila le basi sfingoidi. Questa reazione blocca la formazione di ceramide sintasi tramite due percorsi: attraverso l'acil-CoA e attraverso la sfingosina prodotta dalla rottura della ceramide (provocata dalla ceramidasi). L'inibizione si traduce in un aumento della concentrazione di sfinganina e in una diminuzione degli sfingolipidi complessi: questo aumento è la causa principale della tossicità della fumosina B1 in quanto la sfinganina è una citotossina e induce alla apoptosi. L'aumento dell'apoptosi sembra giocare un ruolo importante negli effetti tossici, inclusa l'induzione del tumore. Tuttavia è possibile che la riduzione della concentrazione di ceramide insieme all'incremento della concentrazione di sfingosina-1-fosfato (risultato dell'attacco della FB1, causa l'inibizione dell'apoptosi, promuovendo la rigenerazione cellulare. Il bilancio tra la concentrazione intracellulare dei composti che inibiscono l'apoptosi e quelli che l'aumentano determinerà la reazione della cellula.

### Effetti tossici nell'uomo
- Difetti del tubo neurale (DTN): si hanno quando il tubo neurale di un embrione non si chiude completamente. Essendo il tubo neurale la base per la formazione del sistema nervoso centrale, il danneggiamento di questo può provocare malformazioni del midollo spinale e del cervello.
- Cancro esofageo: secondo alcuni studi esiste una relazione tra l'assorbimento di F. verticilloides e il cancro esofageo. Sembra infatti che nelle zone in cui il mais è consumato maggiormente c'è più probabilità di trovare persone con carcinoma dell'esofago, tra le varie regioni ci sono Italia, Iran, Zimbabwe, USA, Brasile.[3]
- Micotossicosi acuta: è l'intossicazione alimentare provocata da cibi contaminati da funghi. Nel 1995 in 27 villaggi dell'India ebbe luogo un focolaio di malattia caratterizzato da diarrea e dolori addominali; la causa fu il consumo di sorgo e mais ammuffiti per la pioggia. Studiando il sorgo e il mais in laboratorio si scoprì che erano contaminati di Fusarium e Aspergillus con un alto livello di FB1.[4]